# Parametrodes dispar
Parametrodes dispar är en fjärilsart som beskrevs av W. Warren 1897. Parametrodes dispar ingår i släktet Parametrodes och familjen mätare. Inga underarter finns listade i Catalogue of Life.